# Blepharipa peruana
Blepharipa peruana là một loài ruồi trong họ Tachinidae.